# Virgen de la Arrixaca
La Virgen de la Arrixaca es una advocación mariana originaria de Murcia (España), venerada en la capital desde el siglo XIII.
La imagen de esta Virgen es una talla de madera policromada de finales del románico, que data del siglo XII, no queda prácticamente nada de la talla original y su estado se debe a las sucesivos procesos de restauración. Su festividad se conmemora el último domingo del mes de mayo, ya que el 1 de mayo de 1243 el infante don Alfonso (posteriormente Alfonso X el Sabio), hijo de Fernando III el Santo entraba pacíficamente en la ciudad de Murcia, tras lo acordado en el Tratado de Alcaraz con los sucesores de Ibn Hud, el último auténtico emir árabe de Mursiya.

## Origen legendario

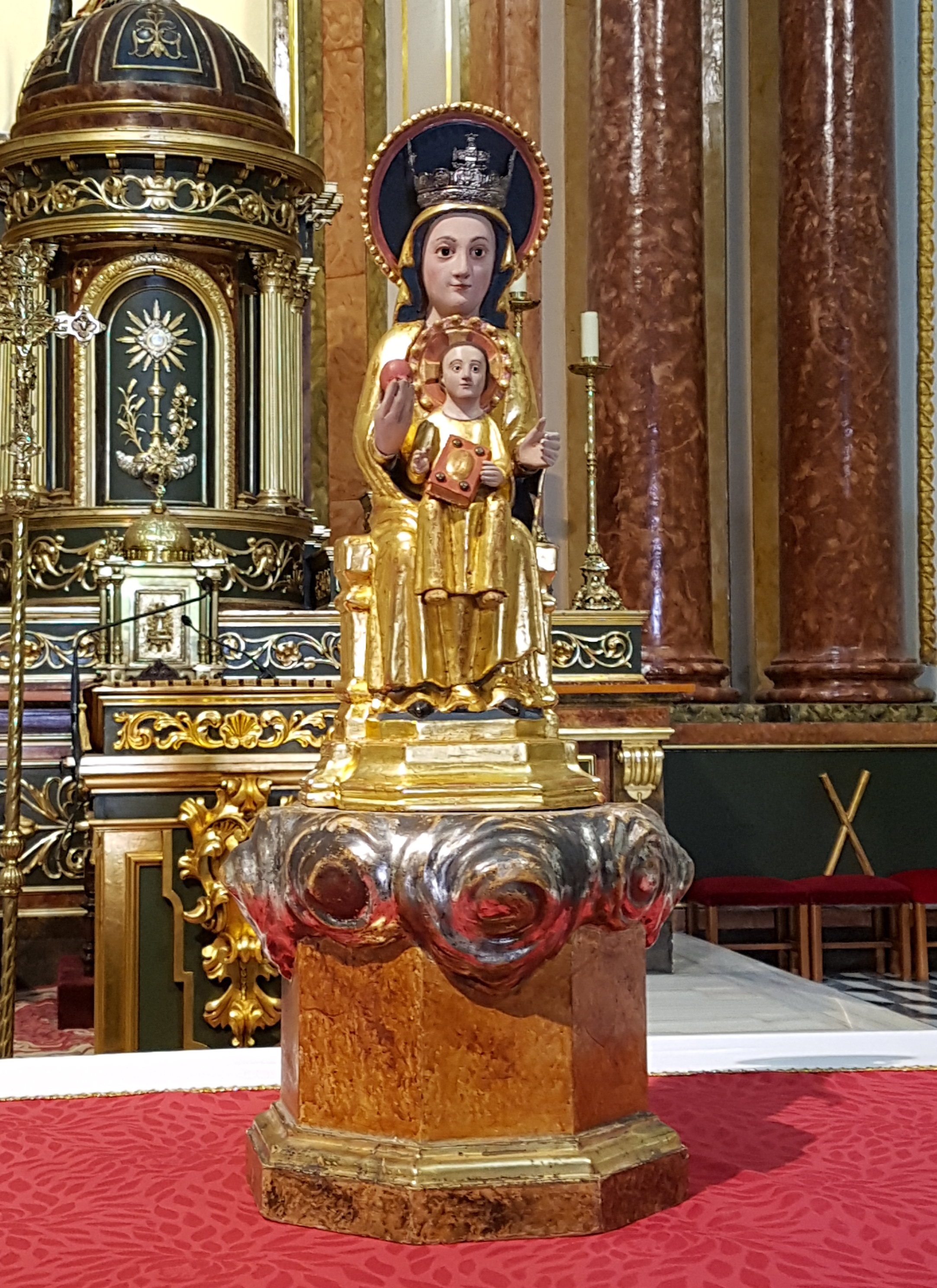
Virgen de la Arrixaca en la iglesia de San Andrés.

Su nombre, Santa María de la Arrixaca, proviene del lugar de donde se le rindió culto: el arrabal de la Arrixaca. Hay una leyenda popular bastante peregrina que explica otro origen del nombre, según la cual la imagen fue hallada por un labrador que araba el campo con una yegua o jaca, mientras pronunciaba "arre" para que ésta avanzara; en aquel tiempo vendría a ser como arri (de arre) y xaca (de jaca), que se fusionarían como Arrixaca. Otra explicación es que sea de origen vasco-navarro, pariente de los términos toponímicos Arriyaga, Arrillaga, Arrixaga o Arrixaca, que etimológicamente pudiera significar lugar de piedras, de arri piedra y -aga lugar de, resultando "x" o "y" como epentesis.
Hay controversia entre los distintos investigadores si la imagen ya estaba en Murcia a la llegada del futuro rey Alfonso o si fue él mismo el que la trajo a la ciudad. En el primer caso, se apunta a que la imagen se localizaba en una capilla del arrabal de la Arrixaca, donde se les permitía el culto cristiano a los mercaderes italianos, principalmente de Pisa y Génova, que venían por el comercio de la seda, ya que en la esa época la ciudad de Murcia era una de las principales productoras del Mediterráneo. La segunda hipótesis es que la imagen fue traída por el infante don Alfonso y situada en una ermita mozárabe del barrio de la Arrixaca.
En cualquier caso, don Alfonso le dedica una Cantigas, especialmente la 169 .

## Patrona del Antiguo Reino de Murcia desde tiempos del Rey Alfonso X el Sabio y antigua patrona de la ciudad
La Arrixaca se venera en la Capilla Real de la iglesia de San Andrés en la ciudad de Murcia y, aunque en 1746 perdió su título de patrona en favor de la Virgen de la Fuensanta, sigue siendo una de las principales advocaciones marianas del lugar. Su nombramiento, por el rey Sabio, de patrona del Antiguo Reino de Murcia nunca fue revocado; su ancestral devoción y milagros están recogidos en la Cantiga 169 que el rey Alfonso X el Sabio dedicó a la Arrixaca. En la actualidad la Real y Antigua Hermandad de Damas y Caballeros de Santa María del Arrixaca, custodios y devotos de esta antigua advocación mariana, celebra por los pueblos, coincidentes con el Antiguo Reino de Murcia una peregrinación con la imagen de la Arrixaca con el fin de fomentar la devoción mariana más antigua de la Región de Murcia.
- Datos: Q6163459